# Nederwiet (plant)
Nederwiet is de in Nederland gecultiveerde plant Cannabis sativa, een hennepsoort. Hennep is een eenjarige/tweehuizige plant; om zaadvorming te vermijden worden voor nederwiet alleen vrouwelijke planten geteeld.
Ofschoon hennep veel voor zijn vezel wordt geteeld, gaat het bij nederwiet om het THC-gehalte, dat door selectie flink is vergroot. In de bloemtoppen (de rest van de plant wordt niet gebruikt) zijn THC-gehaltes tot ruim 25% gemeten, als de plant professioneel onder speciale groeilampen wordt gekweekt. Het THC-gehalte is mede afhankelijk van de hoeveelheid zonuren die de planten krijgen. Thuis in zonlicht gekweekte nederwiet levert een lager THC-gehalte op dan onder lampen geteelde planten, die elke dag het optimale aantal uren licht krijgen.

## Geschiedenis
In 1969 begon de Lowlands Weed Company, opgericht door Kees Hoekert en Robert Jasper Grootveld, met de verkoop van hennepplantjes die gekweekt werden uit zaden uit vogelvoer. De eerste vermelding van de term Nederwiet in een Nederlandse krant is in Het Vrije Volk op 7 juli 1971. Hierin werd beschreven dat de Nederwiet door klimaatsinvloeden aanmerkelijk minder geconcentreerd [is] dan de tropische producten. Vanaf de jaren 80 werden in Nederland hybride wietsoorten gekweekt uit Amerikaans zaad. Deze hadden aanvankelijk een laag THC-gehalte en een penetrante geur, waardoor het aangeduid werd met skunk. Tot de eerste soorten horen onder andere Skunk #1, Original Haze en Northern Lights. Mede door de halverwege de jaren 80 door het bedrijf Sensi Seeds geïntroduceerde grootschalige kloontechniek steeg de kwaliteit en sterkte van de Nederwiet en daarmee de populariteit ten opzichte van geïmporteerde producten. Nederwietzaad werd een exportproduct maar in 2000 werd de teelt binnenshuis voor de productie van zaad verboden.

## Onderscheid
Nederwiet wordt verkocht onder verschillende namen, de bekendste daarvan zijn White Widow, Northern Light, Haze, Powerplant, Jack Herer, Orange Bud en Amnesia. Deze soortnamen zijn niet eenduidig. Wiet van dezelfde kloon kan onder verschillende namen worden verkocht. 
Daarnaast kan er onderscheid gemaakt worden tussen binnen- en buitenkweek. Bij binnenkweek is er weer onderscheid tussen biologische wiet, die in potgrond is gekweekt en niet biologische, die op glasvezel in hydrocultuur groeit.

## THC-gehalte
Oorspronkelijk gold nederwiet als een goedkope thuisteeltoplossing. Het THC-gehalte van deze wiet was lager dan de wiet uit warmere landen en werd als genotsmiddel dus als inferieur subsitituut beschouwd. Studenten van de Landbouwuniversiteit Wageningen verrichtten onderzoek naar de THC-concentratie en andere stoffen en waren in staat om het gehalte hiervan te verhogen. De plant is als studieobject geschikt, omdat hij erg makkelijk groeit. De landbouwvelden van Wageningen stonden in die tijd soms vol met deze planten, waarvan onder andere het THC-gehalte nauwkeurig werd gemonitord. De bereikte 'goede' studieresultaten sloegen over naar de markt. Hierdoor werd het THC-gehalte in nederwiet in de jaren 90 en 00 verhoogd naar ongebruikelijk hoge waarden, vele malen hoger dan de Afghaanse wiet en andere wietsoorten die voordien als hoogwaardig beschouwd werden. Sinds 2004 daalt het THC-gehalte van Nederwiet.

## Trivia
De Nederlandse popgroep Doe Maar zette in 1981 een bijna zeven minuten durend lied met de titel Nederwiet op het album Skunk. In het lied werden de verschillende stadia van het productieproces van nederwiet bezongen.